# Jean-Baptiste Rivoire
Pour les articles homonymes, voir Rivoire.
Jean-Baptiste Rivoire, est né en novembre 1966 à Cambrai, a grandi à Alger, est un journaliste d'investigation français.
Ancien enquêteur de 90 minutes (1999-2006) puis rédacteur en chef adjoint de l'émission Spécial Investigation, sur Canal+, il est le coauteur de nombreuses investigations télévisées, notamment sur la guerre civile algérienne des années 1990 et l'auteur de trois livres d'investigation, dont deux sur l'Algérie et un sur les liens supposés entre Emmanuel Macron et les oligarques,.
En 2021, après avoir quitté Canal+ à la suite de la prise de contrôle de Vincent Bolloré, il a créé Off-investigation.fr, un site de presse en ligne spécialisé dans l'enquête vidéo.

## Biographie

### Famille et formation
Né en 1966, il est le fils de Bruno Rivoire et de Bernardine Thiery, née à Constantine (Algérie) et y ayant vécu de 1941 à 1959. En 1971, ses parents repartent en Algérie. La famille vit dans le quartier de Ben Aknoun, sur les hauteurs d'Alger, dans une cité de coopérants issus des pays de l'Est.
En 1976, la famille s'installe à Beni-Abbes où Bruno Rivoire est muté au CNRZA (Centre national de recherches en zones arides).
En 1977, la famille revient en France et s'installe à Créteil, dans le Val-de-Marne. 
Après ses études secondaires au lycée Saint-Exupéry de Créteil, et une licence de droit international à Paris 1 (Panthéon), Jean-Baptiste Rivoire entre à Sciences Po qu'il quitte en 1989 pour le CFJ de Paris, dont il sort diplomé en 1991.

### Premiers reportages
En 1991, diplômé de la section Journalistes reporters d'images du CFJ, il commence à travailler pour France 3 Nancy, Marseille, Metz, Lille, Bordeaux, Lyon, puis pour France 2.
En 1992, il entame une collaboration avec l'agence CAPA. Devenu grand reporter, il parcourt le monde pour des émissions comme 24h (Canal plus), Envoyé Spécial (France 2), Zone interdite (M6), La marche du Siècle et États d'urgence (France 3).
En 1995, il se rend au Rwanda pour un reportage de 52 minutes sur les conséquences du génocide.

### Enquêtes sur la situation en Algérie
De 1997 à 2000, il travaille au sein de l'Agence CAPA, pour le Vrai Journal de Karl Zéro, sur Canal+, où il effectue plusieurs enquêtes sur la « sale guerre » qui ravage l'Algérie.
En août 2000, Jean-Baptiste Rivoire est embauché par Canal+ pour rejoindre Paul Moreira et l'émission d'investigation 90 minutes.
Son parcours est marqué par la réalisation de documentaires comme « Benthala, autopsie d'un massacre » en 1999, « Algérie : la grande manipulation » en 2000, et « Attentats de Paris, enquête sur les commanditaires » en 2002.
En mars 2003, il est envoyé à Bagdad pour couvrir le début de la seconde guerre d'Irak.
En 2006, Rivoire propose à Canal+ Faites passer l'info, une nouvelle émission d'enquête sur la société de consommation diffusée en première partie de soirée. 
En 2008, après sept numéros, Canal+ supprime l'émission. Jean-Baptiste Rivoire prend alors un congé sans solde pour rejoindre le site Bakchich.info. Il y animait une petite équipe de journalistes chargée de créer un portail vidéo d'information.
En 2009, il réintègre Canal+ et rejoint l'équipe de Stéphane Haumant comme rédacteur en chef adjoint de Spécial Investigation.

### Affaire Didier Contant et enquêtes sur l'assassinat des moines de Tibhirine
En 2004, le journaliste Didier Contant, qui avait combattu à plusieurs reprises la thèse de la responsabilité du régime militaire algérien dans l'assassinat des moines de Tibhirine, fait une chute mortelle d'un immeuble parisien. Les autorités françaises concluent à un suicide.
Quelques jours avant le drame, Rivoire avait été informé qu'un certain « Didier Contant » avait exercé, sur le territoire algérien, en compagnie d'un journaliste d'Algérie Presse Service, des pressions psychologiques sur l'épouse de l'adjudant du DRS Abdelkader Tigha, un témoin clé de l'affaire de Tibhirine en fuite à l'étranger qu'il venait d'interviewer. Il avait alors contacté quelques confrères parisiens susceptibles de connaître Contant pour savoir s'il travaillait « en liaison avec les services algériens ».
À la suite de ces appels téléphoniques et du décès de Didier Contant, Jean-Baptiste Rivoire est accusé par le journal Marianne et par la presse algérienne d'avoir volontairement contribué à sa mort. 
En 2006, Jean-François Kahn est condamné pour avoir diffamé Jean-Baptiste Rivoire. Puis, il est relaxé en appel.
Visé en outre par une plainte de l'une des compagnes de Didier Contant, Rina Sherman, pour « violences volontaires » en raison de ses appels téléphoniques, Rivoire est mis en examen. En novembre 2009, il est condamné à une amende contraventionnelle de 750 euros pour « violence volontaire ». Mais en juin 2011, la Cour d'appel de Paris relaxe finalement Jean-Baptiste Rivoire, estimant notamment que comme il ne « connaissait pas Didier Contant au moment des faits », il ne pouvait y avoir eu « infraction intentionnelle de violence volontaire ».
Entretemps, à la suite de la publication du Huitième mort de Tibhirine, un livre sur l'affaire Contant, Rina Sherman a été condamnée en juillet 2009 pour « injures publiques » envers Jean-Baptiste Rivoire et pour « diffamation » envers Paul Moreira. Jean Robin, son éditeur, a également été condamné pour diffamation.
En 2011, il publie aux éditions La Découverte Le crime de Tibhirine, révélations sur les responsables, décliné sous forme documentaire sur Canal+ en septembre 2011 sous le titre « Le crime de Tibhirine ».
L'enquête présente de nouveaux témoignages d'anciens agents algériens du DRS, notamment Karim Moulaï et « Rachid », membres du commando ayant enlevé les moines, qui confirment que les sept trappistes furent victimes d'un « vrai-faux » enlèvement islamiste secrètement organisé par le général Smaïn Lamari, numéro 2 du DRS. 
L' enlèvement des moines effectué par de « faux » islamistes travaillant pour le DRS, n'aurait pas dû déboucher sur la mort des moines, mais aurait dérapé, contraignant la sécurité militaire algérienne à les assassiner et à faire disparaître leurs corps, tout en mettant le crime sur le dos de Djamel Zitouni, présenté officiellement comme le « chef du Groupe islamique armé ». 
Karim Moulaï, alors résidant à Glasgow, en Écosse, a été repéré par l'auteur via « plusieurs sites Web » qui évoquaient un homme, exilé depuis 2001, « prêt à faire des révélations ». Ces accusations s'ajoutent à d'autres, d'anciens officiers algériens, dont Abdelkader Tigha, réfugié aux Pays-Bas.

### Conflits avec la direction de Canal+

#### Juin 2015
Fin 2014, Vincent Bolloré prend le contrôle de la société Vivendi, maison-mère de Canal+ et de la chaîne d'information en continu I-Télé, qu'il rebaptisera CNews.
L'année suivante émergent des conflits entre des journalistes et la direction de Canal+ et I-Télé.
En juin 2015, après la censure par Vincent Bolloré d'une enquête sur le Crédit mutuel dans Spécial Investigation, Rivoire interpelle Maxime Saada, directeur général adjoint de Canal+. 
À l'été 2015, la direction nommée par Vincent Bolloré élimine tous les auteurs des Guignols de l'info, décide de les diffuser en crypté, assume la censure de Spécial Investigation en indiquant en comité d'entreprise qu'il faut désormais « éviter les attaques frontales ou polémiques contre les partenaires actuels ou futurs du groupe » et déprogramme, à la fin septembre, un documentaire, Hollande Sarkozy, guerres secrètes, puis décide plusieurs semaines après de le reprogrammer le 26 octobre.

#### Octobre 2015
En octobre, Jean-Baptiste Rivoire est nommé représentant du Syndicat national des journalistes (SNJ) et de la CGT à Canal+, ce qui lui permet d'assister aux comités d'entreprise et d'y interroger la direction sur la façon dont elle « traite » l'investigation.
Après avoir annoncé ce mandat syndical à sa hiérarchie, il reçoit une lettre recommandée le convoquant à un « entretien préalable à un éventuel licenciement ». 
Selon le journal Le Monde, la direction n'a aucune faute à reprocher à Rivoire, le fait qu'il se soit lancé dans des activités syndicales, n'étant sans doute pas étranger à cette décision . La direction de Canal+ a finalement décidé de ne pas poursuivre la procédure à l’encontre de Jean-Baptiste Rivoire.

#### Février 2016
En février 2016, après un refus de 7 enquêtes sur 11 par Maxime Saada (le nouveau directeur de Canal+ nommé sous Vincent Bolloré), Rivoire révèle ces censures dans Arrêt sur images. Puis, Le Canard enchaîné indique que Rivoire fait partie, avec Patrick Menais (patron du Zapping), Bruno Gaccio (ex-auteur des Guignols), Olivier Ravanello (président de la SDJ d'I-Télé) et Françoise Feuillye (syndicaliste +Libres) d'une « liste noire de salariés que Vincent Bolloré souhaiterait évincer ».

#### Juin 2016
En juin 2016, la direction nommée par Vincent Bolloré supprime l'émission Spécial Investigation, puis, Le Zapping de Patrick Menais.

### Le Système B, documentaire RSF sur Bolloré et la liberté d'informer
Les équipes de Reporters sans frontières, sous la direction de Christophe Deloire, se sont intéressées à l'action de Jean-Baptiste Rivoire, menée en interne contre les censures subies par ses collègues. Pour faire connaitre ce problème et trouver une solution, elles ont produit Le Système B, un documentaire français, diffusé en octobre 2021 et largement médiatisé car il a appelé « l'État, le CSA, l'Autorité de la concurrence et le législateur à intervenir » et dénoncé des « pratiques représentent un véritable danger pour la liberté de la presse, mais aussi pour la démocratie » et alerté contre la censure répétée d'enquêtes dans différents médias de Vincent Bolloré,,,,,,,, mais visant aussi d'autres médias, par un usage massif des poursuites judiciaires, afin de décourager au maximum les enquêtes sur « ses activités africaines », qui représentent une part importante du groupe Bolloré.
Alors que Jean-Baptiste Rivoire témoignait précisément sur ces procédures abusives de Vincent Bolloré, dans ce documentaire, il fait l'objet d'une procédure diligentée par une filiale du groupe du même Vincent Bolloré, a souligné Christophe Deloire, directeur général de Reporters sans frontières, qui a qualifié cette procédure de « tout à fait ironique », auprès de l'Agence France-Presse. 
« Un immeuble nous est tombé sur la tête » a de son côté déclaré Jean-Baptiste Rivoire, rappelant les conséquences financières de telles procédures. Ses avocats ont dénoncé une « procédure abusive » et « une clause bâillon ».
Vincent Bolloré reproche à Jean-Baptiste Rivoire dans cette procédure ses propos tenus dans ce documentaire Le Système B, dans lequel il était appelé comme témoin au même titre que dix autres journalistes français,,.
Il y avait dénoncé la « brutalité » de la gestion de Vincent Bolloré en mentionnant que dans les sociétés de média de Bolloré : « il n'est pas question que qui que ce soit résiste aux oukases de l'actionnaire, surtout pas en matière d'information parce que l'information est stratégique pour lui et il veut en faire exactement ce qu'il veut. Les journalistes sont de petits soldats ».
L'information est révélée au site Arrêt sur images après que Jean-Baptiste Rivoire en ait informé les autres journalistes réunis au « Forum des images », à Paris, pour un débat suivant la projection du court-métrage Le Système B, consacré à l'emprise économique et politique de Vincent Bolloré sur plusieurs médias, au cours duquel Tristan Waleckx, responsable de Complément d'enquête, diffusé sur France 2, racontait les procédures bâillons mises en œuvre contre les journalistes.
Monsieur Bolloré exige à monsieur Rivoire le remboursement d'« une indemnité transactionnelle qui lui a été versée en 2021 » et 30 000 euros de dommages et intérêts,.
Le 22 février 2024, le tribunal de prud'hommes de Boulogne-Billancourt condamne monsieur Rivoire à verser 151.500€ à son ex-employeur (Canal+) pour avoir rompu une clause de silence ou de non dénigrement dans le documentaire Le Système B.

### Fondation de Off-Investigation

#### Lancement
En 2021, après avoir été laissé 5 ans sans affectation, Jean-Baptiste Rivoire décide de quitter Canal+ et son poste de rédacteur en chef adjoint de Spécial Investigation. Plusieurs mois après, il présente le média Off-investigation, un site d'information indépendant spécialisé dans l'enquête vidéo,.
Hébergée dans l'immeuble des anciens locaux de Charlie Hebdo, Off-investigation emploie trois journalistes et un chef monteur.

#### Financement
Le 1er novembre 2021 est diffusé le premier épisode d'une série consacrée à Emmanuel Macron, refusé par des chaines de  télévision, mais accessible sur la webtélé Blast, de Denis Robert, où elle est vue par près de 1,4 million de personnes. Afin de financer les autres épisodes de cette série, il est décidé de lancer une souscription le 11 novembre sur la plateforme de financement participatif KissKissBankBank. Début janvier 2022, plus de 3 500 télespectateurs avaient choisi d'y participer avec un montant moyen d'une cinquantaine d'euros soit près de deux cent mille euros.

### Série d'enquête sur Macron
Fin 2021, Off-investigation produit et diffuse « Emmanuel, un homme d'affaires à l'Elysée », première série d'investigation indépendante en 8 épisodes de 52 minutes sur la présidence de la République et « les parts d’ombre d'Emmanuel Macron et de son action », en particulier dans le domaine des « conflits d’intérêts » et « financement par des lobbies privés »,.
Refusée par toutes les grandes chaines de télévision (TF1, France Télévisions, Arte, Canal+, M6), la série a annoncé qu'elle serait financée à partir du 11 novembre par une campagne de crowdfunding sur la plate-forme KissKissBankBank,. Off-Investigation choisit alors de la faire connaitre au grand public, via Youtube. 
Le premier épisode, "l'affaire Kohler, le scandale qui menace Macron" totalisera 2 millions de vues[réf. nécessaire] sur la chaîne Youtube de Blast, fondée par un autre journaliste d'investigation, Denis Robert,.
Ce premier épisode est consacré aux liens entre le secrétaire général de l'Élysée Alexis Kohler et la société Mediterranean Shipping Company (MSC), numéro 2 mondial du fret maritime. Sans être dans les plus visionnés sur YouTube, il réalise un bon démarrage pour un format investigation avec 0,6 million de vues en trois jours, puis devient la vidéo la plus regardée sur Blast avec près de 1,5 million de vues puis dépasse les deux millions de vues[réf. nécessaire].

### Livre sur Macron, les oligarques et l'information
Le 12 janvier 2022, Jean-Baptiste Rivoire a publié son premier livre consacré à la France, "L'Élysée (et les oligarques) contre l'info", une enquête « riche en révélations », fruit de trois années d'enquête, racontant « comment le pouvoir politique et économique tente régulièrement de bâillonner l’info », via « l'intimidation, la menace et l'espionnage des journalistes », notamment les intrigues de Nicolas Sarkozy, François Hollande et Emmanuel Macron, en évoquant en particulier les oligarques qui les soutiennent, grâce à la propriété de grands médias d'information. 
Le livre, qui se caractérise par la « masse précise des informations qu’il rapporte, souvent vécues de l’intérieur », décrit messieurs Bouygues, Arnault, Niel, Drahi, et les mécanismes leur permettant  d'« intriguer avec le pouvoir politique pour obtenir des avantages », sur fond de concentration des médias aux mains des milliardaires déjà très présents dans les présidentielles 2007, 2012 et 2017 et « qui va crescendo à l’approche de la présidentielle » 2022,.
Il raconte notamment les pressions de Nicolas Sarkozy sur TF1 lors des émeutes urbaines de 2005, ou les tentatives ratées d'influencer et privatiser l'AFP après son élection en 2007, puis sur la direction du quotidien Le Monde peu après, mais aussi les nombreuses affaires "people", notamment la chute de Michèle Marchand, conseillère d'Emmanuel Macron dans ce domaine. 
L'enquête conclut à un « système de confiscation de l'information par cinq milliardaires » cherchant à « maximiser leur influence, avoir accès aux politiques » avec pour résultat le risque de « décupler la violence dans la société » voire contre des journalistes comme cela s'est produit à la mi-janvier 2022.
Le livre rappelle le « bras de fer » de 2016 entre les journalistes d'iTélé et Vincent Bolloré, qui leur a refusé la charte de déontologie qu'ils réclamaient et a rebaptisé la chaîne CNews.
Qualifiée par Le Monde de « plaidoyer pour la liberté d’informer », l'enquête repose « sur de nombreux exemples d’entraves faites à des journalistes ». « Pour avoir encouragé une poignée de riches industriels à prendre le contrôle de la quasi-totalité des médias privés, les responsables politiques français se retrouvent piégés, contraints de leur montrer patte blanche pour accéder au pouvoir (...) au risque de faire de l’Elysée un adversaire de la liberté de l’information. », observe l'auteur en introduction.
Selon l’auteur, le problème a émergé dès 2006, « quand ont été supprimés les numéros » de "pièces à conviction" ayant enquêté sur les lobbies pharmaceutiques, «vendeurs de maladies», l’évasion fiscale et la malbouffe. 
En dépit d'une série d'articles dans "Le Monde", "Libération" ou "Télérama", relayant les accusations du livre, France-Télévisions n'évoque pas le sujet : Léa Salamé, qui travaille pour la chaîne mais aussi pour France Inter, ne pose aucune question sur le sujet à la présidente de France Télévisions, Delphine Ernotte quand elle la reçoit pour une interview.

### Proposition sur la redevance audiovisuelle
En présentant son livre à l'Agence France-Presse, l'auteur a proposé que « l'Etat libére une partie de la taxe redevance audiovisuelle pour permettre aux citoyens qui le souhaitent d'en affecter 10% au média indépendant de leur choix ». 
Au même moment, le Sénat auditionne de puissants industriels des médias comme Vincent Bolloré et Bernard Arnault sur la concentration des médias en France. 
Jean-Baptiste Rivoire rappelle que Vincent Bolloré et Maxime Saada avaient déjà été auditionnés par la commission culture et communication du Sénat en 2016 car les auteurs des Guignols venaient d'être limogés, l'émission "Spécial investigation" arrêtée, et le "Zapping" de Canal+ placé « sous pression » par Vincent Bolloré.

### Audition au Sénat
Jean-Baptiste Rivoire et la réalisatrice Elizabeth Drévillon, présidente de la Guilde des auteurs réalisateurs de documentaires ont été auditionnés de concert, en février 2022, par la commission d'enquête sur la concentration dans les médias créée au Sénat. 
Ils ont expliqué que la pression des chaînes sur les auteurs-réalisateurs de documentaires aboutissait à une « autocensure », avec pour conséquence un « préjudice au débat démocratique ». 
Selon un sondage réalisé auprès des membres de la Guilde des auteurs réalisateurs de documentaires, au sujet de leurs investissements personnels dans des projets de la période 2016-2021, 60% ont reconnu "s’autocensurer" avant même de proposer un documentaire, afin d'éviter qu’il ne soit refusé, et 63% ont estimé "ne plus être à l'initiative de leurs films mais réaliser une commande initiée par la chaîne de télévisions ou le producteur".

## Audition à l'Assemblée nationale
Jean-Baptiste Rivoire est auditionné le 7 mars 2024 lors de la commission d'enquête parlementaire sur l'attribution, le contenu et le contrôle des fréquences de TNT. Lors de cette commission d'enquête, présidée par le député Quentin Bataillon, il revient sur ses rapports conflictuels avec les dirigeants de Canal+ avec l'émission Spécial Investigation.

## Reportages
- Grandir sous camisole (Envoyé Spécial, 1996) de Manon Loizeau et Jean-Baptiste Rivoire (Meilleur grand reportage d'actualité au FIGRA 1996 - Grand prix Jean-Louis Calderon au Festival du scoop d'Angers en décembre 1996)
- Une vie de toxico (Canal plus, 21 janvier 1996) de Maria Roche et Jean-Baptiste Rivoire
- Sectes à Moscou (Envoyé spécial) de Thomas Johnson et Jean-Baptiste Rivoire
- Peur sur la ligne (Envoyé spécial)
- Algérie, la vie continue (Zone interdite, septembre 1996) de Faouzia Fekiri et Jean-Baptiste Rivoire
- Police palestinienne (Zone interdite)
- La secte Moon (Zone interdite)
- Boudha, enfant perdu de Bosnie (État d'urgence, France 3) de Olivier d'Angely et Jean-Baptiste Rivoire
- Bentalha, autopsie d'un massacre (Envoyé spécial, septembre 1999) de Jean-Baptiste Rivoire, Jean-Paul Billault, Thierry Thuillier et Bruno Girodon (Prix du meilleur document d'actualité au FIGRA 1999)
- Algérie, la grande manip, enquête sur l'assassinat de Lounès Matoub (90 minutes, Canal plus, 2000) de Jean-Baptiste Rivoire et Michel Despratx
- Qui a tué Lounes Matoub ? 90 minutes, Canal plus, de Michel Despratx, Jean-Baptiste Rivoire, Lounis Aggoun et Françoise Testeront ; Canal plus, 28 octobre 2000
- Attentats de Paris, enquête sur les commanditaires (90 minutes, Canal plus, 2002) de Jean-Baptiste Rivoire et Romain Icard sur la vague d'attentats commis en France en 1995
- Sarkozy, enquête sur un présidentiable (90 minutes, Canal plus, 2005) de Jean-Baptiste Rivoire et Véronique Robert
- Khalifa, l'étrange milliardaire algérien (90 minutes, Canal plus)
- Le crime de Tibhirine (Spécial Investigation, Canal plus, 19 septembre 2011)

## Publications
- Jean-Baptiste Rivoire et Lounis Aggoun, Francalgérie, crimes et mensonges d'Etats : Histoire secrète, de la guerre d'indépendance à la « troisième guerre d'Algérie », Paris, La découverte, 1er octobre 2005, 683 p. (ISBN 2-7071-4747-8)
- Jean-Baptiste Rivoire, Le crime de Tibhirine, La découverte, coll. « Cahiers libres », 22 septembre 2011, 310 p. (ISBN 978-2-7071-6775-0 et 2-7071-6775-4)
- Jean-Baptiste Rivoire, L'élysée (et les oligarques) contre l'info, Les Liens qui libèrent, 12 janvier 2022, 399 p. (ISBN 979-10-209-1081-3)[2].

### Vidéographie
- BLAST, Le souffle de l'info, « La liberté d'informer est en danger de mort ; », 3 novembre 2021 (consulté le 4 novembre 2021).